# Oxycoryphe subaenea
Oxycoryphe subaenea är en stekelart som beskrevs av Joseph Kriechbaumer 1894. Oxycoryphe subaenea ingår i släktet Oxycoryphe och familjen bredlårsteklar.
Artens utbredningsområde är Gabon. Inga underarter finns listade i Catalogue of Life.